# Franky Dekenne
Franky Dekenne (ur. 7 lipca 1960 w Waregem) – belgijski piłkarz grający na pozycji prawego pomocnika. Był reprezentantem Belgii.

## Kariera klubowa
Swoją karierę piłkarską Dekenne rozpoczął w 1971 roku w juniorach klubu KSV Waregem, a w sezonie 1979/1980 zadebiutował w barwach tego klubu w pierwszej lidze belgijskiej. W zespole Waregem grał do końca sezonu 1987/1988. Latem 1988 Emmerechts przeszedł do Royalu Antwerp FC. Występował w nim przez dwa lata i w 1990 roku wrócił do KSV Waregem. W sezonie 1993/1994 spadł z nim do drugiej ligi. W 1995 roku przeszedł do drugoligowego KVC Westerlo, w którym w 1996 roku zakończył karierę.
| Sezon   | Klub             | Kraj   | Rozgrywki     | Mecze | Gole |
| ------- | ---------------- | ------ | ------------- | ----- | ---- |
| 1979/80 | KSV Waregem      | Belgia | Eerste klasse | ?     | ?    |
| 1980/81 | KSV Waregem      | Belgia | Eerste klasse | ?     | ?    |
| 1981/82 | KSV Waregem      | Belgia | Eerste klasse | ?     | ?    |
| 1982/83 | KSV Waregem      | Belgia | Eerste klasse | ?     | ?    |
| 1983/84 | KSV Waregem      | Belgia | Eerste klasse | ?     | ?    |
| 1984/85 | KSV Waregem      | Belgia | Eerste klasse | 34    | 0    |
| 1985/86 | KSV Waregem      | Belgia | Eerste klasse | 33    | 0    |
| 1986/87 | KSV Waregem      | Belgia | Eerste klasse | 34    | 3    |
| 1987/88 | KSV Waregem      | Belgia | Eerste klasse | 34    | 3    |
| 1988/89 | Royal Antwerp FC | Belgia | Eerste klasse | 34    | 0    |
| 1989/90 | Royal Antwerp FC | Belgia | Eerste klasse | 10    | 0    |
| 1990/91 | KSV Waregem      | Belgia | Eerste klasse | 33    | 0    |
| 1991/92 | KSV Waregem      | Belgia | Eerste klasse | 31    | 1    |
| 1992/93 | KSV Waregem      | Belgia | Eerste klasse | 34    | 0    |
| 1993/94 | KSV Waregem      | Belgia | Eerste klasse | 21    | 1    |
| 1994/95 | KSV Waregem      | Belgia | Tweede klasse | 34    | 5    |
| 1995/96 | KVC Westerlo     | Belgia | Tweede klasse | 1     | 0    |

## Kariera reprezentacyjna
W reprezentacji Belgii Dekenne zadebiutował 11 listopada 1987 w wygranym 3:0 meczu eliminacji do Euro 88 z Luksemburgiem, rozegranym w Brukseli, gdy w 46. minucie zmienił Pascala Plovie. Od 1987 do 1988 rozegrał w kadrze narodowej 3 mecze.